# Gerhard Weisenberger
Gerhard Weisenberger (ur. 30 stycznia 1952 w Kleinostheim, zm. 29 kwietnia 2024) – zachodnioniemiecki zapaśnik walczący w stylu wolnym. Dwukrotny olimpijczyk. Odpadł w eliminacjach turniejów w Monachium 1972 i Montrealu 1976. Startował w kategoriach 62–68 kg. Zajął dziewiąte miejsce na mistrzostwach świata w 1971. Brązowy medalista mistrzostw Europy w 1975. Trzeci na wojskowych MŚ w 1974 roku.
Zdobył cztery tytuły mistrza Niemiec w latach: 1971, 1972, 1975, 1976.
- Turniej w Monachium 1972

Wygrał z Czechosłowakiem Stanislavem Tůmą i Afgańczykiem Ahmadem Djanem, a przegrał z Kubańczykiem José Ramosem i zawodnikiem Gwatemali Josephem Burge.
- Turniej w Montrealu 1976

Pokonał z Fina Kari Övermarka i Brytyjczyka Joe Gilligana, aprzegrał z Irańczykiem Mohammadem Rezą Nawaji i Amerykaninem Butchem Keaserem.